# کپز (ماهنشان)
کپز یک روستا در ایران است که در دهستان انگوران واقع شده‌است. کپز ۲۶۴ نفر جمعیت دارد.